# GHOST†HEART
『GHOST†HEART』（ゴースト ハート）は、LM.Cの10thシングルである。2009年11月4日発売。

## 概要
- 前作から6ヶ月でのシングルである。
- 初回盤、通常盤（初回生産仕様）、通常盤の3種類がある。

## 収録曲
全曲 作詞/作曲/編曲：LM.C
1. GHOST†HEART
2. A Blueberry Night